# 佐藤狼綿鳚
佐藤狼綿鳚，為輻鰭魚綱鱸形目绵鳚亞目绵鳚科的一個種，分布於西北太平洋區的日本海海域，屬底棲性魚類，棲息深度在水深235公尺。